# 080号線 (チェコ)
チェコ国鉄080号線、バコフ・ナド・イゼロウ～イェドロヴァー線（チェコ語:Železniční trať Bakov nad Jizerou – Jedlová）の一部は、チェコ国鉄の鉄道線の名称である。
1867年から1869年にかけて、帝国特任ボヘミア北部鉄道会社（ドイツ語: k.k. priv. Böhmische Nordbahn-Gesellschaft）の路線として開業した。

## 歴史

### ボヘミア北部鉄道および国有化
1864年10月にエルンスト・フォン・ヴァルトシュタイン＝ヴァルテンベルク伯爵を代表者としたコンソシアムがユンブンツラウ（現在ムラダー・ボレスラウ）- ルンブルク間の鉄道建設を、技術計画書付きで、商工省に申し込んだ。1865年10月6日に社名「ボヘミア北部鉄道」と二つの一般鉄道建設および運営許可がそのコンソシアムに与えられた。1867年11月14日にバーコーフ（現在バコフ・ナド・イゼラ） - ボヘミア・ライパ（現在チェスカー・リーパ）間は最初で開通された。この路線をザクセン公国内の鉄道と連結する時期は1870年以降として延期された。1869年1月16日にボヘミア・ライパ - ルンブルク間の列車運行が可能となった。

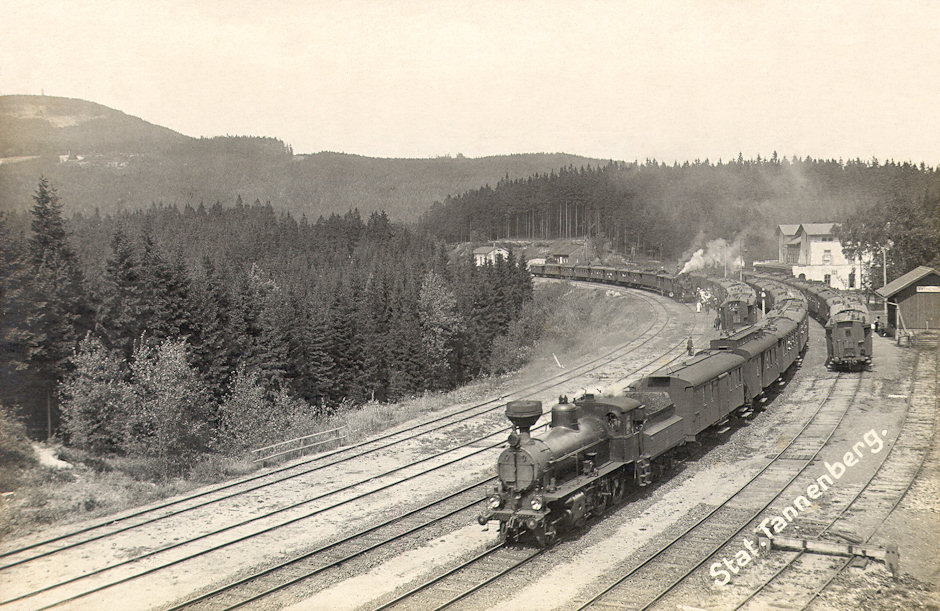
ラウジッツ山頂近くにあるタンネーベルク駅（1910年頃）。現在にイェドロヴァー駅。

1908年にBNBは国有化されてこの路線は他のBNB路線とともにオーストリア帝国鉄道（k.k. österreichische Staatsbahnen, kkStB）の路線網に編入された。

### チェコスロバキア国鉄
オーストリア＝ハンガリー帝国の解体およびチェコスロバキア共和国の成立以後、この路線は新生のチェコスロバキア国営鉄道が引き受けた。1920年代中期に貨物列車の輸送量は頂点に至った。1927年以降ハンガリー産ボーキサイトがザクセンにあったベルリンアルミニウム総合製錬のラウタ製錬所へ輸送された。4月から10月まで1日当たり輸送量は1200トンに至って、列車はラウジッツ山脈方面に走行した。1925年以降、遠距離優等列車はエーバースバッハ、ルンブルクからプラハ、ウィーン方面区間を通り抜けた。
1938年9月にズデーテン事態が激しくなったので、チェスカーリーパの北側区間は運行停止となった。ČSDの職員は車両および動産とともに内地へ撤収した。チェコスロバキア軍が要塞線の後ろへ退却した際に、クラースナーリーパ駅からおよそ3 km区間の線路を枕木破砕機（Schwellenreißer）で破壊した。同年10月1日に、ズデーテン地方併合によりベズジェズの国境線 - エーバースバッハ間はドイツ国営鉄道のドレスデン管理局に属することとなった。破壊された線路はチッタウの熟練技術者が改築して1938年末に通常通りの列車運行が可能となった。ベズジェズ駅は境界駅となって、そこで乗客は旅券検査の後で列車を乗り換えねばならなかった。1939年3月にボヘミア・モラヴィア保護領が設置されて、ČSD区間はボヘミア・モラヴィア鉄道（ČMD-BMB, チェコ語:Českomoravské dráhy / ドイツ語:Protektoratsbahnen Böhmen und Mähren）に引き受けられた。1939年夏の時刻表では旅客列車の系統はルンブルク駅およびチェスカー・リーパ駅で分離された。
第二次世界大戦の終戦後、この路線はチェコスロバキア鉄道に復帰した。北の方面の列車は終戦直後には例外なくイジコフまで走行した。1952年9月に貨物国際列車の運行が再開された。

### チェコ鉄道
1993年1月1日にチェコスロバキアの分離によりこの路線は新生のチェコ鉄道（České dráhy, ČD）の路線網に組み入れられた。
2010年12月にルンブルク - エーバースバッハ間の越境列車系統は廃止されて、その区間では路線バスが運用されることとなった。2021年12月にレンダーバーン社中距離列車路線はチェコ東北地方のルンブルク - ムラダー間に導入された。

## 運行形態
ベズジェズ - ノヴァーフチ間の運賃制はリベレツ州総合運輸システム（Integrovaný dopravní systém Libereckého kraje, IDOL）により運営される。

### 特急「リフリーク(R)」
- R22系統：　コリーン～バコフ～イェドロヴァー～ルンブルク　　※アリヴァ列車による運行
ノヴィー・ボル以南は2時間間隔、以北は概ね4時間間隔で運行されている。バコフ以南は070号線・064号線に、イェドロヴァー以北は081号線に乗り入れる。なお、ムラダー・ボレスラフで、070号線のプラハ方面特急に接続する。
なお、ベズヂェズ、スタレー・スプラヴィの2駅は春・夏限定で停車する（スタレー・スプラヴィは全列車停車だが、ベズヂェズは一部が通過する）。
2019年以前はチェコ鉄道により、全区間2-4時間間隔で運行していた。また、2019年度に限り、「ベズヂェズ」号の愛称がつけられていた。

- ルジツコホルスキー・リフリーク号：　プラハ - ボレスラフ - イェドロヴァー - ミクラーショヴィツェ　【春・夏の土曜・休日運行】　※鉄道旅行者クラブ交通による運行
季節限定で、一日1往復の運行。ボレスラフ以南は070号線に、イェドロヴァー以北は081号線に直通する。ベスヂェズ、スタレー・スプラヴィに停車し、ビェラーを通過する。北行に限りバコフも通過する。
2021年に運行を開始した。2021年は、ノヴァー・フチに停車し、リーパ本駅と、南行に限りビェラーを通過していた。

### 快速「トリレクス・エクスプレス(TLX)」
- マーハーチ号：　リベレツ - チェスカー・リーパ(短絡線) - ドクスィ　【夏季の休日運行】　　※レンダーバーン社による運行
夏季の休日のみ、一日1往復運行されている。短絡線経由で086号線に直通するため、リーパは経由しない。
2016年6月に運行開始。2017年以前は、スピェシニー(Sp)として運行していた。

### 普通
- ムラダー・ボレスラフ - バコフ - スヴォル ( ← イェドロヴァー ← ルンブルク )　　※アリヴァ列車による運行
一日1往復の運行。ビェラー町とスルニーを通過する他、ボレスラフ行と平日のスヴォル行はデブルジにも停車する。
過去の運行形態は下記の通り。
2017年以前は、北行が、ヂェチーン → リーパ → イェドロヴァー → ルンブルクの普通として運行していた。
2018,19年度は、北行が、ニンブルク → ムラダー・ボレスラフ → イェドロヴァー → ルンブルク間の快速として運行していた。停車駅は、デブルジを通過する以外は現在と同じであった。
2019年末に、アリヴァ列車に移管された他、北行がボレスラフ → スヴォル間に短縮され、平日のみスヴォル停車となった。

- ( ドクスィ → ) リーパ - スヴォル ( → ルンブルク )　　※アリヴァ列車による運行
リーパ - ドクスィ間は、一日1往復の運行。リーパ以南とスヴォル以北は平日の片道1本のみの運行で、スヴォル - リブニシチェ間ノンストップで運行される。
過去の運行形態は下記の通り。
2015年以前は、北行が快速として運行していた。
2015年末に、停車駅そのままで普通に格下げされた。
2019年末に、アリヴァ列車に移管された。

- ムラダー・ボレスラフ町 - ムラダー・ボレスラフ本駅 - バコフ - イェドロヴァー - ルンブルク　　※レンダーバーン社による運行[8]
2時間に1本の運行。デブルジは全列車が通過する。半数が、スルニーを通過する。イェドロヴァー以北は081号線に直通する。平日の一部、休日の大部分を除き、ボレスラフ以南は064号線に直通する。
過去の運行形態は下記の通り。
2016年以前は、バコフ - リーパとドクスィ - イェドロヴァーの2系統に分かれていて、前者が2-4時間に1本、後者が2時間に1本の運行であった。スルニーにも原則停車していた。ムラダー・ボレスラフに直通する列車は少なく、バコフで070号線の列車に接続していた。また、リーパ周辺での夏季増発が設定されていなかった。チェコ鉄道の運行であった。
2017年度に、スヴォル - イェドロヴァー間で減便が行われ、平日4往復、休日2.5往復の運行となった。
2018年度に、両系統が統合され、ボレスラフ - スヴォルの系統で運行される様になった。当時はほとんどがボレスラフ本駅発着で、ボレスラフ町への直通は一部であった。
2019年度より、スルニーへの停車列車が削減され、大部分がスルニーを通過する様になった。
2020年度に、スヴォル - ルンブルク間で増発され、現在の運行系統となった。また、スルニーは半数程度が停車する様になった。
2021年度に限り、ストルジェルニツェ - ドクスィ間で、夏季の土曜・休日限定で2-4時間に1本増発していた。
2021年末に、レンダーバーン社に移管された。
2023年度より、平日のほとんどがボレスラフ町発着となった。

- ドクスィ → リーパ本駅 → ストルジェルニツェ → リーパ本駅 → ポストロポルティ　【夏季の土曜・休日運行】　　※チェコ鉄道による運行
- ドクスィ ← リーパ本駅 ← ポストロポルティ　【夏季の土曜・休日運行】　　※チェコ鉄道による運行
季節限定で、2時間に1本の運行。リーパ以西は087号線に直通する他、西行に限り、ストルジェルニツェで折り返す。上下ともスルニー通過。
2023年度に一日2往復の運行を開始した。2024年度は2時間に1本運行する予定。

### 過去の運行種別
- 快速「スピェシニー(Sp)」
  - リベレツ - チェスカー・リーパ - イェドロヴァー - チェスカー・カメニツェ　【夏季の土曜日運行】　　※鉄道旅行者クラブ交通による運行
2020年に限り、一日1往復していた。リーパ以南は086号線に、イェドロヴァー以北は081号線に直通していた。停車駅は特急と同じ。

## 駅一覧
以下では、チェコ国鉄080号線の駅と営業キロ、停車列車、接続路線などを一覧表で示す。
- 種別
  - R：特急
  - TLX：快速
  - TL：普通
- 停車駅
  - ■印：全列車停車
  - ●印：一部通過
  - ○印：一部停車
  - ｜印：全列車通過

| 路線名 | 駅名                                             | 駅間営業キロ | 累計営業キロ       | 累計営業キロ        | R  | TLX | TL | 接続路線 | 所在地         | 所在地                 |
| ------ | ------------------------------------------------ | ------------ | ------------------ | ------------------- | -- | --- | -- | --- | -------------- | ---------------------- |
| 070    | ムラダー・ボレスラフ本駅                         |              |                    | バコフ本駅から -9.7 | ■  |     | ■  | 062号線（ニンブルク方面）、064号線（ムラヂェヨフ方面） 070号線（プラハ方面）、076号線（ムニェルニーク方面） | 中央ボヘミア州 | ムラダー・ボレスラフ郡 |
| 070    | ムラダー・ボレスラフ・デブルジ駅                 | 5.2          | 2.1                | -4.5                | ｜ |     | ○  | | 中央ボヘミア州 | ムラダー・ボレスラフ郡 |
| 080    | バコフ・ナド・イゼロウ駅                         | 4.5          | バコフ旧駅から 0.3 | 0.0                 | ■  |     | ■  | 070号線（タンヴァルド方面）                                                                                 | 中央ボヘミア州 | ムラダー・ボレスラフ郡 |
| 080    | マラー・ビェラー駅                               | 1.8          | 2.1                | 1.8                 | ｜ |     | ■  | | 中央ボヘミア州 | ムラダー・ボレスラフ郡 |
| 080    | ビェラー・ポド・ベズヂェゼム停留所               | 4.7          | 6.8                | 6.5                 | ｜ |     | ■  | | 中央ボヘミア州 | ムラダー・ボレスラフ郡 |
| 080    | ビェラー・ポド・ベズヂェゼム駅                   | 3.0          | 9.8                | 9.5                 | ■  |     | ■  | | 中央ボヘミア州 | ムラダー・ボレスラフ郡 |
| 080    | ビェラー・ポド・ベズヂェゼム町駅                 | 3.9          | 13.7               | 13.4                | ｜ |     | ●  | | 中央ボヘミア州 | ムラダー・ボレスラフ郡 |
| 080    | ベズヂェズ駅                                     | 4.9          | 18.6               | 18.3                | ○  |     | ■  | | 中央ボヘミア州 | ムラダー・ボレスラフ郡 |
| 080    | オクナ駅                                         | 4.8          | 23.4               | 23.1                | ｜ |     | ■  | | リベレツ州     | チェスカー・リーパ郡   |
| 080    | ドクスィ駅                                       | 5.9          | 29.3               | 29.0                | ■  | ■   | ■  | | リベレツ州     | チェスカー・リーパ郡   |
| 080    | スタレー・スプラヴィ駅                           | 1.9          | 31.2               | 30.9                | ●  | ■   | ■  | | リベレツ州     | チェスカー・リーパ郡   |
| 080    | イェストルジェビー駅                             | 3.9          | 35.1               | 34.8                | ｜ | ｜  | ■  | | リベレツ州     | チェスカー・リーパ郡   |
| 080    | スルニー・ウ・チェスケー・リーピ駅               | 3.2          | 38.3               | 38.0                | ｜ | ｜  | ●  | | リベレツ州     | チェスカー・リーパ郡   |
| 080    | チェスカー・リーパ本駅                           | 6.6          | 44.9               | 44.6                | ■  |     | ■  | 086号線（ヂェチーン方面、リベレツ方面） 087号線（ロウニ方面）                                               | リベレツ州     | チェスカー・リーパ郡   |
| 080    | チェスカー・リーパ・ストルジェルニツェ駅         | 2.1          | 47.0               | 46.7                | ■  |     | ■  | | リベレツ州     | チェスカー・リーパ郡   |
| 080    | スカリツェ・ウ・チェスケー・リーピ駅             | 6.4          | 53.4               | 53.1                | ○  |     | ■  | | リベレツ州     | チェスカー・リーパ郡   |
| 080    | ノヴィー・ボル駅                                 | 3.7          | 57.1               | 56.8                | ■  |     | ■  | | リベレツ州     | チェスカー・リーパ郡   |
| 080    | スヴォル駅                                       | 5.1          | 62.2               | 61.9                | ■  |     | ■  | | リベレツ州     | チェスカー・リーパ郡   |
| 080    | ノヴァー・フチ・ヴ・ルジツキーフ・ホラーフ駅(*1) | 6.4          | 68.6               | 68.3                | ｜ |     | ●  | | リベレツ州     | チェスカー・リーパ郡   |
| 080    | イェドロヴァー駅                                 | 2.2          | 70.8               | 70.5                | ■  |     | ●  | 081号線（ルンブルク方面、ヂェチーン方面）                                                                   | ウースチー州   | ヂェチーン郡           |

(*1): 2014年以前は「イェドロヴァー停留所」。